# Oxytropis persica
Oxytropis persica är en ärtväxtart som beskrevs av Pierre Edmond Boissier. Oxytropis persica ingår i släktet klovedlar, och familjen ärtväxter. Inga underarter finns listade i Catalogue of Life.